# Klášter svatého Klimenta a Pantelejmona

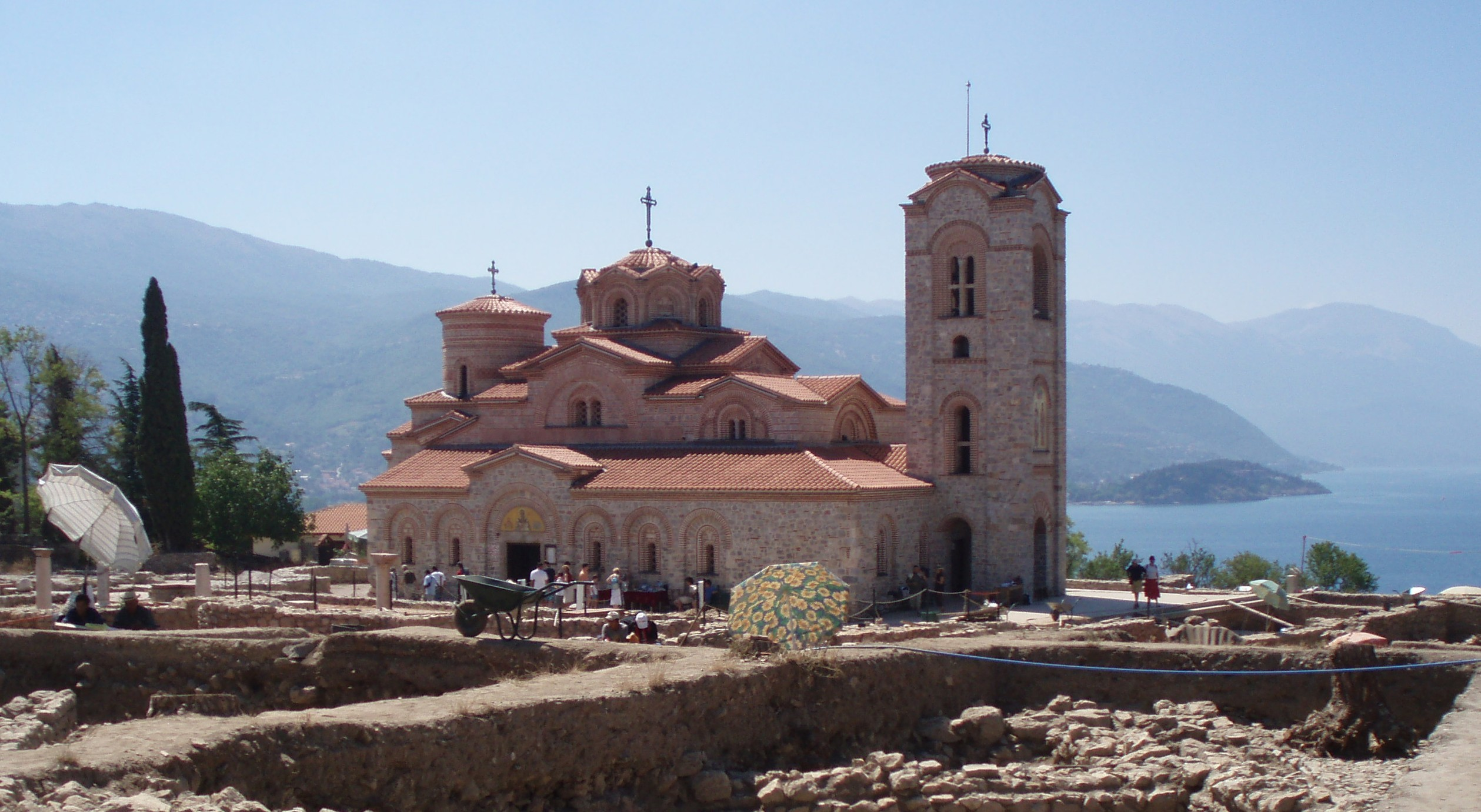
Pohled na klášter spolu s přilehlými vykopávkami

Klášter svatého Klimenta a Pantelejmona stojící v Ochridu v Severní Makedonii je monastýr Makedonské pravoslavné církve.
Klášter je považován za místo působení prvních studentů Cyrila a Metoděje pod vedením svatého Klimenta. Na tomto místě se pravděpodobně první bulharští žáci ve středověku učili novému písmu určenému církevní staroslověnštině – hlaholici. Celý objekt je významnou makedonskou kulturní památkou.

## Historie
Klášter byl pravděpodobně založen v době Klimentova příchodu do oblasti Ochridu (na žádost bulharského knížete Borise I.) na místě původního kostela, jenž zde byl obnoven. Svatý Kliment nebyl s tímto kostelem spokojen, a proto postavil na základech starší stavby budovu novou a zasvětil jí svatému Pantelejmonovi. Svatý Kliment využíval nově založený klášter jako školu pro učení nového druhu písma založeného na hlaholici – cyrilici. Kliment osobně postavil uvnitř klášteru kryptu, v níž byl po své smrti roku 916 pochován a kde jeho hrob existuje dodnes.
Koncem 15. století přeměnili osmanští Turci klášter na mešitu, ale během 16. století bylo umožněno zničeným kostelům a klášterům, aby byly znovu obnoveny, a jedním z nich byl i klášter svatého Klimenta. Klášterní komplex byl znovu poškozen někdy na přelomu 16. a 17. století, přičemž opět zde Turci postavili mešitu, které vydržela až do současnosti. V poslední době byly budovy kláštera znovu rekonstruovány – poslední restaurační práce skončily v srpnu roku 2002. Klášter se nachází na ploše lokality světového dědictví UNESCO Přírodní a kulturní dědictví occhridského regionu.